# Nucleus accumbens

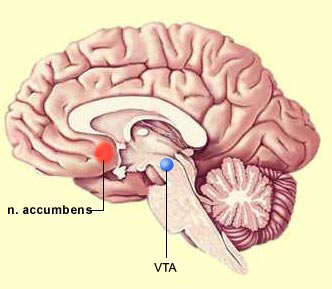
Nucleus accumbens (rot) und Ventral tegmental area (VTA, blau)

Der Nucleus accumbens (Ncl. Acc.; von lateinisch nucleus ‚Kern‘, v. lat. accumbere ‚sich hinlegen‘, ‚Platz nehmen‘, ‚beiwohnen‘) ist eine Kernstruktur im unteren (basalen) Vorderhirn, die im bauchseitigen (ventralen) Teil der Basalganglien die Verbindungsstelle zwischen Putamen und Nucleus caudatus (den beiden Bestandteilen des Corpus striatum) bildet. Er besteht aus einer Schalenregion („shell“) sowie einer Kernregion („core“). Der Nucleus accumbens spielt eine zentrale Rolle im mesolimbischen System, dem „Belohnungssystem“ des Gehirns, sowie bei der Entstehung von Sucht.
Das mesolimbische System fördert durch Glücksgefühle das Verstärken bestimmter Verhaltensmuster, die mit Belohnung in Verbindung stehen. Besonders interessant ist dies bei der Erforschung der Spielsucht und der Sucht nach Extremsport, bei denen der Ausgang einen gewissen Unsicherheitsfaktor und damit den besonderen Thrill bzw. Reiz aufweist.

## Anatomie
Als mesolimbisches System bezeichnet man die direkten und indirekten  dopaminergen Projektionen der Area tegmentalis ventralis in
- den Nucleus accumbens
- den ventromedialen präfrontalen Cortex
- den Nucleus caudatus im Striatum (siehe auch Corpus striatum)
- den Bulbus olfactorius
- den Hippocampus
- die Amygdala

## Funktion
Im Nucleus accumbens befinden sich Dopaminrezeptoren vom Typ D2, deren Stimulation durch die dopaminergen Afferenzen der Area tegmentalis ventralis der Erwartung eines Glücksgefühls zugeordnet wird („wanting“, im Gegensatz zum Glücksgefühl selber, „liking“). Viele Rauschdrogen wirken durch direkte oder indirekte Beeinflussung dieser synaptischen Übertragung, wie Amphetamin, Kokain, Opiate, Tetrahydrocannabinol (THC), Phencyclidin und Ketamin.
Aber auch die Stimulation der Neurone der Area tegmentalis ventralis im Mittelhirn ist Angriffspunkt verschiedener Wirkstoffe. Die auf die dopaminergen Neurone der Area tegmentalis ventralis hemmend wirkenden GABAergen Interneurone besitzen ihrerseits Opioidrezeptoren vom µ1-Typ. Opioide führen durch Hemmung der inhibitorischen GABAergen Interneurone zu einer Enthemmung der Neurone der Area tegmentalis ventralis, die wiederum vermehrt Dopamin ausschütten. Somit sensitivieren Opioide das mesolimbische System für eine Stimulation. Auch Ethanol, Barbiturate, Benzodiazepine und Nikotin haben einen stimulierenden bzw. enthemmenden Einfluss auf die dopaminergen Neurone der Area tegmentalis ventralis.
Der Nucleus accumbens projiziert seinerseits von der Schalenregion aus über das mediale Vorderhirnbündel in das übrige  limbische System und den Hypothalamus. Ersteres ist an der kognitiv-psychischen Verarbeitung beteiligt, letzterer spielt eine Rolle bei der vegetativen Antwort auf das Glücksgefühl.

## Medizinische Bedeutung
Mehrere kleinere Studien in einem Zeitraum von ca. 10 Jahren zeigten, dass tiefe Hirnstimulation des Nucleus accumbens bei schwerer therapieresistenter Depression möglicherweise ein aussichtsreiches zukünftiges Therapiekonzept sein kann.
Die Anwendung der tiefen Hirnstimulation im Bereich des Nucleus accumbens führt bei Patienten mit sonst therapieresistenter Zwangsstörung in der Mehrzahl der Fälle zu einer deutlichen Symptomlinderung.